# Летючі жаби
Летючі жаби (Rhacophorus) — рід земноводних підродини Rhacophorinae з родини Веслоногі.

## Опис
Загальна довжина представників цього роду коливається від 1,8 до 11 см. У низки видів спостерігається статевий диморфізм. Голова переважно широка або сплощена. Морда витягнута уперед (у різних видів довжина коливається). Характерні великі очі з горизонтальними зіницями. На всіх пальцях розвинені великі дископодібні присоски. Перетинки між пальцями дуже добре виражені, на задніх лапах перетинка доходить до самих присосок, на передніх може доходити як до присосок, так і до середини чи навіть третини пальців.
Забарвлення дуже різноманітне: від дуже яскравого (помаранчевого, яскраво-рудого й зеленого з яскраво-червоними перетинками) до непоказного (жовтувато-коричневого та сіро-зеленого).

## Спосіб життя
Полюбляють первинні, давні вторинні дощові тропічні ліси на різних висотах. Ці жаби ведуть деревний спосіб життя, часто переміщуючись з гілки на гілку за допомогою стрибків на кшталт парашутиста, під час яких вони активно використовують перетинки кінцівок. Кілька видів роду здатні до справжнього плануванню — долають до 10-12 м. Активні переважно вночі. Живляться різними безхребетними.
Це яйцекладні амфібії. Різні види використовують для розмноження різні типи водойм. Деякі відкладають ікру в швидкоплинних струмках, деякі воліють спокійні стоячі водойми, а багато хто користується невеликими тимчасовими водоймами в розетках листя й дуплах дерев. Види, що розмножуються у калюжах, нерідко використовують заповнені водою ями, вириті дикими свинями і носорогами.

## Розповсюдження
Поширені по всій Південно-Східній Азії (на південному сході до Сулавесі й Філіппін включно), а також в Індії, Японії, Китаї.

## Види
- Rhacophorus annamensis Smith, 1924
- Rhacophorus baluensis Inger, 1954
- Rhacophorus barisani Harvey, Pemberton, and Smith, 2002
- Rhacophorus bengkuluensis Streicher, Hamidy, Harvey, Anders, Shaney, Kurniawan, and Smith, 2014
- Rhacophorus bifasciatus Van Kampen, 1923
- Rhacophorus bipunctatus Ahl, 1927
- Rhacophorus borneensis  Matsui, Shimada, and Sudin, 2013
- Rhacophorus calcadensis Ahl, 1927
- Rhacophorus calcaneus Smith, 1924
- Rhacophorus catamitus Harvey, Pemberton, and Smith, 2002
- Rhacophorus dulongensis Chen, Lee & Yuan, 2024
- Rhacophorus edentulus Müller, 1894
- Rhacophorus exechopygus Inger, Orlov, and Darevsky, 1999
- Rhacophorus georgii Roux, 1904
- Rhacophorus helenae Rowley, Tran, Hoang & Le, 2012[2] – Helen's tree frog
- Rhacophorus hoabinhensis Nguyen, Pham, Nguyen, Ninh, and Ziegler, 2017
- Rhacophorus hoanglienensis Orlov, Lathrop, Murphy, and Ho, 2001
- Rhacophorus indonesiensis Hamidy & Kurniati, 2015
- Rhacophorus kio Ohler & Delorme, 2005
- Rhacophorus laoshan Mo, Jiang, Xie, and Ohler, 2008
- Rhacophorus larissae Ostroshabov, Orlov, and Nguyen, 2013
- Rhacophorus lateralis Boulenger, 1883
- Rhacophorus malabaricus Jerdon, 1870
- Rhacophorus margaritifer (Schlegel, 1837)
- Rhacophorus marmoridorsum Orlov, 2008
- Rhacophorus modestus Boulenger, 1920
- Rhacophorus monticola Boulenger, 1896
- Rhacophorus napoensis Li, Liu, Yu & Sun, 2022
- Rhacophorus nigropalmatus Boulenger, 1895
- Rhacophorus norhayatii Chan and Grismer, 2010
- Rhacophorus orlovi Ziegler and Köhler, 2001
- Rhacophorus pardalis Günther, 1858
- Rhacophorus poecilonotus Boulenger, 1920
- Rhacophorus pseudomalabaricus Vasudevan and Dutta, 2000
- Rhacophorus reinwardtii (Schlegel, 1840)
- Rhacophorus rhodopus Liu and Hu, 1960
- Rhacophorus robertingeri Orlov, Poyarkov, Vassilieva, Ananjeva, Nguyen, Sang, and Geissler, 2012
- Rhacophorus spelaeus Orlov, Gnophanxay, Phimminith, and Phomphoumy, 2010
- Rhacophorus subansiriensis Mathew and Sen, 2009
- Rhacophorus translineatus Wu, 1977
- Rhacophorus tuberculatus (Anderson, 1871)
- Rhacophorus turpes Smith, 1940
- Rhacophorus vampyrus Rowley, Le, Thi, Stuart, and Hoang, 2010
- Rhacophorus vanbanicus Kropachev, Orlov, Ninh, and Nguyen, 2019
- Rhacophorus verrucopus Huang, 1983
- Rhacophorus viridimaculatus Ostroshabov, Orlov, and Nguyen, 2013